# Natalia Germanou
Natalia Germanou, född 1965, är en grekisk låtskrivare och programledare.

## Biografi
Natalia Germanou har skrivit över 250 låtar till olika artister, bland andra Anna Vissi, Despina Vandi, Christos Dantis, Helena Paparizou, Marianta Pieridi och Katy Garbi. Hon skrev texten till Helena Paparizous My Number One som vann Eurovision Song Contest 2005.